# Madina Nalwanga
Madina Nalwanga (nacida el 2 de febrero de 2002) es una actriz ugandesa famosa por su papel principal como Phiona en Queen of Katwe de Disney. La película describe la vida de Phiona Mutesi. Este papel le valió el premio a la actriz más prometedora en los Premios de la Academia de Cine de África 2017 en Lagos, Nigeria. También ganó un NAACP Image Award, un Women Film Critics Circle Award y fue nominada para un Critic's Choice Award.

## Biografía
Nalwanga nació en un barrio humilde en Kampala, Uganda, y pasó su infancia vendiendo maíz en las calles. Fue descubierta por un director de casting en una clase de baile comunitaria en el barrio Kabalagala de Kampala, un barrio pobre conocido por la prostitución.

## Carrera
Durante el rodaje de Queen of Katwe, David Oyelowo llevó a Nalwanga a ver Jurassic World con otros niños del set y descubrió que nunca había visto una película cuando preguntó: "¿Es eso lo que estamos haciendo?". Cuando vio Queen of Katwe, fue solo la segunda vez que estuvo dentro de un cine. Ella ha dicho que su vida se asemeja mucho a la de su personaje Phiona en Queen of Katwe. A los 17 años, Forbes la nombró la persona más joven en su lista "30 Under 30" de 2018. Según un estudio de la Universidad de Oxford de su departamento de Economía, los estudiantes en Uganda que vieron Queen of Katwe antes de tomar sus exámenes nacionales recibieron mejores calificaciones que los que no lo hicieron.